# 3046 Molière
3046 Molière este un asteroid din centura principală, descoperit pe 24 septembrie 1960, de PLS.